# José Manuel Gomes
José Manuel Martins Teixeira Gomes, meglio noto come José Manuel Gomes (Matosinhos, 28 agosto 1970), è un allenatore di calcio portoghese, tecnico dell'Al-Fateh.

## Palmarès

### Club

#### Competizioni nazionali
- Saudi Super Cup: 1

Al-Ahli: 2016

#### Competizioni internazionali
- Coppa della Confederazione CAF: 1

Zamalek: 2023-2024
- Supercoppa CAF: 1

Zamalek: 2024